# Psectra mozambica
Psectra mozambica is een insect uit de familie van de bruine gaasvliegen (Hemerobiidae), die tot de orde netvleugeligen (Neuroptera) behoort. 
Psectra mozambica is voor het eerst wetenschappelijk beschreven door Tjeder in 1961.